# 小千谷市立小千谷小学校
小千谷市立小千谷小学校（おぢやしりつ おぢやしょうがっこう）は、新潟県小千谷市土川にある公立小学校である。

## 特色
1868年（慶応4年）8月16日（明治元年10月1日）、下タ町の五智院に山本比呂伎によって設立され現在に至る。2007年（平成19年）度の全校生徒は1030人で新潟県一である。
公立の小学校としては日本最古とされ、1967年（昭和42年）10月には当時の文部省教科書調査官・目崎徳衛が「小千谷小学校が公立学校として日本一古い歴史を持つ学校であることは、諸調査より厳然たる事実である」と述べている。ただし、藩校・寺子屋・私塾などを起源・前身とする学校を含めた場合はこの限りではなく、当校より歴史が古い学校は全国に数校存在する。それらを含めた場合は1636年に盛岡藩の藩校『稽古所』として創立された岩手県盛岡市立仁王小学校が日本最古となる。また、神奈川県横浜市立奈良小学校も当校と同じく1868年の開校だが、こちらは開校月日が不明であるため、当校より歴史が古いとは言い切れない。　　　　　　
2007年（平成19年）10月7日に創立140周年式典が行われ、児童たち1000人余りの児童が発表を行った。2008年（平成20年）から新校舎の建築が始まり、2011年（平成23年）に新校舎が完成した。

## 歴史
- 1868年（明治元年）10月1日/（慶応4年）8月16日 - 下タ町（現在の元町）の五智院で開校。当初生徒は13人だった。新徳館・小千谷校・小千谷学館と呼ばれた。
- 1869年（明治2年）7月 - 教場を蝋座へ移す。
- 1873年（明治6年）12月25日 - 旧小千谷陣屋を校舎にし、第六大学新潟管内第六中学校区二十一番小学校の改称。
- 1878年（明治11年）10月4日 - 稲荷町税務署跡に新築。
- 1879年（明治12年） - 新潟第二中学区第一小学区公立高等小学校と改称。
- 1883年（明治16年） - 新潟県北魚沼郡第一小学校区小千谷町立公立小学校と改称。
- 1887年（明治20年） - 尋常科小千谷小学校と改称。
- 1892年（明治25年） - 新潟県北魚沼郡町立小千谷尋常小学校と改称。
- 1899年（明治32年） - 町立小千谷尋常高等小学校と改称し、男子部と女子部に分ける。
- 1901年（明治34年） - 女子部を独立し小千谷女子尋常高等小学校と改称。
- 1908年（明治41年） - 小千谷町小千谷尋常高等小学校と改称。
- 1909年（明治42年） - 土川の新校舎に移転。
- 1924年（大正13年） - 男子部、女子部を統合。
- 1941年（昭和16年） - 小千谷国民学校と改称。
- 1954年（昭和29年） - 市制施行により小千谷市立小千谷小学校と改称。
- 1956年（昭和31年） - 小千谷市千谷川小学校を統合。
- 1957年（昭和32年） - 小千谷市桜町小学校・時水小学校・山口小学校を統合。
- 1964年（昭和39年） - 新校舎完工。
- 2004年（平成16年） - 小千谷市上片貝小学校を統合。
- 2009年（平成21年） - 小千谷市立山谷小学校を統合。
- 2011年（平成23年） - 新校舎完成。